# Mészáros Imre (igazgató)
Mészáros Imre, Metzger (Pest, 1860. szeptember 23. – Budapest, Terézváros, 1913. január 17.) hegedűművész, operaigazgató.

## Élete
Mészáros József mázolómester és Ried Rozina gyermekeként született. A Nemzeti Zenedében Huber Károly és Gobbi Alajos növendéke, 1880-tól a Nemzeti Színházi operatársulat zenekarának tagja volt. 1885-től az Operaház brácsása és zenekari felügyelője 1900-ig. 1882-től a Nemzeti Zenede hegedűtanára, 1899-től igazgatóhelyettese volt. 1887-től a Filharmóniai Társulat igazgatósági tagja, titkára, majd 1889-től alelnöke volt.
Először 1893-ban jelölték az Operaház igazgatójának, ekkor Nikisch Artúrt választották meg helyette. Ebben az évben a Liszt Ferenc Társaság zenészeti szakosztályának elnöke lett. 1895-től az akkori igazgató Káldy Gyula helyettese volt, majd annak nyugállományba vonulása után 1900–ban őt nevezték ki igazgatónak. 1907–1912 között ismét őt nevezték ki igazgatónak. Richard Strauss, Puccini és a magyar kortársak bemutatására alapozta az Operaház műsorát. A nagy Wagner korszak fűződik nevéhez. 1909-ben az Opera örökös tagja lett. Halálát ütőérelmeszesedés okozta.
1887-ben mint a Filharmóniai Társulat titkára dolgozta ki a társulat és annak segélyegylete alapszabályait.

## Családja
Felesége Fleischmann Friderika volt.
Gyermekei:
- Mészáros Margit (1897–1964) okleveles zenetanár
- Mészáros Imre (1900–1975) banktisztviselő

## Művei, publikációi
- A Filharmóniai Társulat múltja és jelene, Budapest, 1903 (Isoz Kálmánnal)

## Kitüntetései
Kitüntetéseit a Magyar Színművészeti Lexikon sorolja fel:
- Ferenc József-rend
- III. osztályú perzsa nap és oroszlánrend
- Ferdinánd bolgár király nagykeresztje (1908)